# Loricera pilicornis
Loricera pilicornis  (лат.) — вид жесткокрылых насекомых из семейства жужелиц. Распространён в Европе — от Испании восточнее через Сибирь до побережий Тихого океана, и Северной Америке — в северных США и в Канаде. Длина тела имаго 6—8,5 мм. Имаго и личинки — хищничают. В анабиоз впадают в стадии имаго.

## Классификация
Выделяют 3 подвида:
- Loricera pilicornis apennina Binaghi, 1942
- Loricera pilicornis congesta Mannerheim, 1853
- Loricera pilicornis pilicornis (Fabricius, 1775)